# Liste der Kreisstraßen im Landkreis Freudenstadt
Diese Liste enthält die Kreisstraßen im baden-württembergischen Landkreis Freudenstadt.

## Abkürzungen
- K: Kreisstraße
- L: Landesstraße

## Liste
Die Kreisstraßen behalten die ihnen zugewiesene Nummer nicht bei einem Wechsel in einen anderen Stadt- oder Landkreis. Nicht vorhandene bzw. nicht nachgewiesene Kreisstraßen sind kursiv gekennzeichnet, ebenso Straßen und Straßenabschnitte, die unabhängig vom Grund (Herabstufung zu einer Gemeindestraße oder Höherstufung) keine Kreisstraßen mehr sind.
Der Straßenverlauf wird in der Regel von Nord nach Süd und von West nach Ost angegeben.
| Nr.    | Verlauf |
| ------ | --- |
| K 4700 | L 406/L 409 in Glatten – K 4760 |
| K 4701 | L 398 in Hörschweiler – /L 370 in Schopfloch |
| K 4702 | L 398 – Tumlingen – K 4703 in Grünmettstetten |
| K 4703 | L 398 in Dettlingen – Bittelbronn – /L 370 – Grünmettstetten – K 4702 – K 4705 – K 4779 in Altheim                                                       |
| K 4705 | K 4703 in Grünmettstetten – Altheim Bahnhof – K 4779 |
| K 4706 | K 4779 in Altheim – L 355 |
| K 4708 | in Bildechingen – L 370 in Mühlen am Neckar |
| K 4709 | in Eutingen im Gäu – K 4710 – L 370 in Mühlen am Neckar                                                                                                  |
| K 4710 | K 4709 in Eutingen im Gäu – K 4712 – K 4711 in Rohrdorf                                                                                                  |
| K 4711 | L 360 in Rohrdorf – K 4710 – L 370 |
| K 4712 | K 4710 – L 360 |
| K 4713 | K 4781 – Kreisgrenze – (K 6924 im Landkreis Tübingen) |
| K 4715 | K 4716 in Göttelfingen – in Eutingen im Gäu |
| K 4716 | (K 4356 im Landkreis Calw) – Kreisgrenze – Göttelfingen – K 4715 – K 4717 – Kreisgrenze – (K 6937 im Landkreis Tübingen)                                 |
| K 4717 | (K 4343 im Landkreis Calw) – Kreisgrenze – K 4716 in Göttelfingen                                                                                        |
| K 4718 | K 4719 in Talheim – L 356 – in Eutingen im Gäu |
| K 4719 | L 355 in Talheim – K 4718 – Kreisgrenze – (K 4342 im Landkreis Calw)                                                                                     |
| K 4720 | K 4721 in Oberwaldach – L 354 in Salzstetten |
| K 4721 | L 353 – Pfalzgrafenweiler – K 4786 – Unterwaldach – K 4722 – Oberwaldach – K 4720 – L 398 in Vesperweiler                                                |
| K 4722 | K 4721 in Unterwaldach – Neu-Nuifra – Kreisgrenze – (K 4361 im Landkreis Calw)                                                                           |
| K 4723 | – Herzogsweiler – K 4724 – Cresbach – L 398 – L 398 in Lützenhardt                                                                                       |
| K 4724 | L 398 in Durrweiler – K 4723 in Herzogsweiler |
| K 4725 | L 353 – Bösingen – Kreisgrenze – (K 4341 im Landkreis Calw)                                                                                              |
| K 4726 | K 4728 in Grömbach – K 4727 – Edelweiler – in Pfalzgrafenweiler                                                                                          |
| K 4727 | (K 4358 im Landkreis Calw) – Kreisgrenze – Wörnersberg – K 4726                                                                                          |
| K 4728 | (K 4357 im Landkreis Calw) – Kreisgrenze – Grömbach – K 4726 – K 4730 – Kälberbronn – K 4729 – K 4775                                                    |
| K 4729 | K 4728 in Kälberbronn – /L 398 in Durrweiler |
| K 4730 | L 362 – K 4728 |
| K 4731 | K 4732 – Schernbach – L 362 in Erzgrube |
| K 4732 | K 4733 – Eisenbach – Allmandle – Göttelfingen – K 4731 – Omersbach – Kropftal – L 362                                                                    |
| K 4733 | – K 4732 – Kreisgrenze – (K 4368 im Landkreis Calw) – Kreisgrenze – K 4784 – Kreisgrenze – (K 4333 im Landkreis Calw)                                    |
| K 4734 | Hinterlangenbach (Hinterer Langenbach) – Mittellangenbach (Mittlerer Langenbach) – Vorderlangenbach (Vorderer Langenbach) – Zwickgabel – in Schönmünzach |
| K 4736 | Tonbach Nord – Tonbach – in Baiersbronn |
| K 4737 | L 409 in Untermusbach – Hallwangen – K 4738 – K 4775 –                                                                                                   |
| K 4738 | K 4737 in Hallwangen – |
| K 4741 | L 409 in Grüntal – K 4742 in Wittlensweiler |
| K 4742 | / in Freudenstadt – Wittlensweiler – K 4741 – |
| K 4743 | / in Freudenstadt – K 4744 in Dietersweiler |
| K 4744 | /L 409 in Aach – K 4743 – K 4745 in Dietersweiler |
| K 4745 | /L 460 – Dietersweiler – K 4744 – L 406 in Glatten |
| K 4746 | (K 5525 im Landkreis Rottweil) – Kreisgrenze – Hönweiler – L 415 in Peterzell                                                                            |
| K 4747 | L 415 in Peterzell – Römlinsdorf – Kreisgrenze – (K 5523 im Landkreis Rottweil)                                                                          |
| K 4748 | L 415 in Aischfeld – Gräben – Reutin – L 415 in Peterzell                                                                                                |
| K 4749 | L 412 in Betzweiler – L 508 – Wiesach – L 415 |
| K 4750 | L 412 – Halde – K 4751 – Kreisgrenze – (K 5519 im Landkreis Rottweil)                                                                                    |
| K 4751 | K 4778 – Schlossmühle – Salzenweiler – K 4750 in Halde                                                                                                   |
| K 4752 | (K 5515 im Landkreis Rottweil) – Kreisgrenze – K 4778 – Kreisgrenze – (K 5518 im Landkreis Rottweil)                                                     |
| K 4753 | L 412 in Dottenweiler – K 4754 in Oberbrändi |
| K 4754 | K 4755 in Romsgrund – östliche Strecke – Geroldsweiler – K 4755 – K 4753 – Oberbrändi – Unterbrändi – Kreisgrenze – (K 5554 im Landkreis Rottweil)       |
| K 4755 | L 412 in Dottenweiler – Romsgrund – K 4754 – westliche Strecke – Geroldsweiler – K 4754                                                                  |
| K 4756 | L 408 in Loßburg – Wittendorf – L 409 |
| K 4757 | L 409 – Böffingen – K 4759 – K 4760 |
| K 4758 | L 409 in Neuneck – Unteriflingen – K 4759 – Unteriflingen – K 4760 in Oberiflingen                                                                       |
| K 4759 | K 4757 – K 4758 |
| K 4760 | L 398 in Schopfloch – K 4700 – K 4757 – Oberiflingen – K 4758 – Kreisgrenze – (K 5514 im Landkreis Rottweil)                                             |
| K 4761 | (K 5513 im Landkreis Rottweil) – Kreisgrenze – Dettingen – L 424                                                                                         |
| K 4762 | L 424 in Neckarhausen – Betra – K 4763 – L 410 in Empfingen                                                                                              |
| K 4763 | Betra – K 4762 |
| K 4764 | in Horb am Neckar – Isenburg – Isenburger Höfe – L 396                                                                                                   |
| K 4766 | L 395 – K 4770 – Dettensee – K 4767 – Dommelsberg – K 4768 in Wiesenstetten                                                                              |
| K 4767 | K 4766 in Dettensee – Empfingen – K 4768 – L 410 – Kreisgrenze – (K 5509 im Landkreis Rottweil)                                                          |
| K 4768 | L 395 in Mühringen – Wiesenstetten – K 4766 – K 4767 in Empfingen                                                                                        |
| K 4769 | L 370 in Mühlen am Neckar – K 4785 – Ahldorf – L 395 |
| K 4770 | L 395 – K 4766 |
| K 4772 | (K 4367 im Landkreis Calw) – Kreisgrenze – |
| K 4774 | in Besenfeld – Schorrental – L 362 |
| K 4775 | L 362 in Erzgrube – K 4728 – K 4737 in Hallwangen |
| K 4776 | – Dornstetten – L 409 in Glatten |
| K 4777 | L 405 – Ödenwald – / in Loßburg |
| K 4778 | L 412 – Sterneck – K 4751 – K 4752 |
| K 4779 | L 354 – Altheim – K 4780 – K 4703 – K 4706 – K 4705 – L 370 – Rexingen – L 424 in Ihlingen                                                               |
| K 4780 | K 4779 – Altheim – L 355/L 356 |
| K 4781 | (K 6945 im Landkreis Tübingen) – Kreisgrenze – L 360 in Weitingen                                                                                        |
| K 4782 | (K 6941 im Landkreis Tübingen) – Kreisgrenze – L 360 |
| K 4785 | K 4769 – – L 395 |